# نبوبولاسر
نبوفلاسر (بالأكَّديّة البابليّة الحديثة𒀭𒉺𒀀𒉽 ː، نقحرةː نَبو اَپلا اُصُر 658-605 ق.م) هو مؤسس مملكة بابل الثانية الكلدانيّة وأول ملوكها، ووالد الملك نبوخذنصر، وكان لنبوفلاسر الدور الكبير في إسقاط مملكة آشور، وذلك بعد وفاة آخر ملوكها الأقوياء آشور بانيبال، وحكم نبوفلاسر بابل من (626-605 ق م).
على الرغم من أن ثورة نبوفلاسر كانت في البداية تهدف فقط إلى استعادة استقلال بابل، إلا أن انتفاضته ضد مملكة آشور، التي حكمت بابل لأكثر من قرن، أدت في النهاية إلى سقوط مملكة آشور وصعود مملكة بابل مكانها.
نبوفلاسر، الذي يُحتمل أن يكون ذا أصول غامضة قد تكون كلدانية، ومن المحتمل أن يكون مرتبطًا بعائلة سياسية قوية في المدينة الجنوبية الوركاء، تمرد ضد سينشارشكون ملك آشور في لحظة مناسبة كانت بابل تعاني فيها بالفعل من عدم الاستقرار السياسي. رغم أن المزايا كانت تتأرجح ذهابًا وإيابًا بشكل دراماتيكي عدة مرات، تمكن نبوفلاسر من دفع الآشوريين خارج بابل بشكل حاسم بعد حوالي عشر سنوات من القتال. كانت الحملات اللاحقة تهدف إلى إعاقة إمكانية أي حملة آشورية موجهة نحو بابل من خلال تأمين الحدود، لكن تدخل الإمبراطورية الميدية الشرقية تحت حكم سياخريس في صالح نبوفلاسر غيّر أهداف الحرب وإمكانياتها.
في عام 614 قبل الميلاد، قام الميديون بنهب مدينة آشور، القلب الديني والاحتفالي لآشور، وفي عام 612 قبل الميلاد، هاجم الميديون والبابليون نينوى، عاصمة آشور. كما حدث مع آشور من قبل، تم نهب نينوى بشكل وحشي، حيث تم قتل سكانها، بما في ذلك الأطفال، بشكل جماعي وأُحرقت المدينة بالكامل. من المحتمل أن سينشارشكون توفي أثناء دفاعه عن المدينة. كما تم الهجوم على مدن آشورية أخرى، مثل نمرود، ونهبها بنفس الطريقة. كانت وحشية الميديين، بما في ذلك عادتهم في نهب المعابد الدينية، مفرطة لدرجة أنها صدمت البابليين؛ حيث تندب سجلات بابل المعاصرة، التي كانت في الغالب معادية للآشوريين، عمليات النهب بأسى وندم. أما موقف نبوفلاسر تجاه آشور، فهو غير واضح؛ ففي بعض النقوش، كان حذرًا في نسب انتصاره وما تلاه إلى تدخل إلهي ليتخلص من اللوم، بينما في نقوش أخرى يتفاخر علنًا بتدميرها.
أبى المصريون انتصار بابل على آشور، وقد قاتل نخاو الثاني فرعونُ مصر البابليين لعدة سنوات لاستعادة مُلك الآشوريين، الذين كان متحالفًا معهم، حتى هُزم في معركة كركميش في عام 605 قبل الميلاد. وبعد وفاة نبوفلاسر في نفس العام، خلفه ابنه نبوخذنصر الثاني. وقد تذكر البابليّون نبوفلاسرَ لفترة طويلة بعد وفاته، حتى بعد سقوط مملكته بأقل من قرن لاحق. في الفترة الهلنستية، بعد عدة قرون، كانت أسطورة نبوفلاسر لا تزال متذكّرة، حيث صوّره المؤلفون البابليون كبطل للانتقام لوطنهم، ورمزًا ضد هيمنة الإمبراطوريات الأجنبية على بابل.

## إنجازاته العسكرية
بعد موت آشور بانيبال أعلن نبوفلاسر عصيان مملكة آشور فنصب نفسه ملكا على بابل سنة 625 ق م، ضعفت قوة الآشوريين بعد وفاة آشور بانيبال فقاد نبوفلاسر جيشًا من الكلدانيين لمهاجمة نينوى عاصمة مملكة آشور وفي عام 612 ق م تمكن نبوفلاسر وبمساعدة الميديين من الانتصار على الآشوريين في معركة نينوى فتمكن نبوفلاسر من الدخول إلى نينوى وإسقاطها، إلا أن الآشوريين اتجهوا نحو مدينة حران واتخذوها عاصمتهم الجديدة بعد إسقاط نينوى.
وفي عام 605 ق م صعد الفراعنة بقيادة ملكهم نخاو الثاني، لمساعدة الآشوريين من الحصار من قبل الكلدانيين، إلا أن الجيش الكلداني بقيادة أميرهم نبوخذنصر تمكن من الانتصار على الآشوريين والمصريين في معركة كركميش وبعد هذا الانتصار انتهى عهد الآشوريين وتمكن الكلدانيون من السيطرة على بلاد الشام ووصلوا إلى حدود مصر، وفي عام 605 ق م وفي عمر 53 توفي نبوفلاسر وخلفه على عرش بابل ابنُه نبوخذنصر.